# دم‌قرمزها
دُم‌قرمزها (به انگلیسی: Red Tails) فیلمی در ژانر جنگی به کارگردانی آنتونی همینگوی و جرج لوکاس محصول سال ۲۰۱۲ آمریکا است.
این فیلم توسط استودیوی لوکاس فیلم تهیه شده‌است. جرج لوکاس خالق مجموعه جنگ ستارگان و ایندیانا جونز است. توزیع‌کننده فیلم دم‌قرمزها فاکس قرن بیستم است. کوبا گودینگ جونیور و ترنس هاوارد از هنرپیشگان آن هستند.
نام فیلم از رنگ قرمزی که این خلبانان به دم هواپیمایشان می‌زدند گرفته شده و بیشتر فیلمبرداری آن در پراگ انجام شده‌است.

## داستان
این فیلم درباره خلبانان سیاهپوست نیروی هوایی آمریکا به نام «دم‌قرمزها» در در جنگ جهانی دوم است. در این فیلم دو خلبان سیاهپوست از این گروه با بازی ترنس هاوارد و کوبا گودینگ جونیور، حین خدمت در ایتالیا با تبعیض و جداسازی نژادی روبه‌رو هستند.